# Pó (Bombarral)
Pó is een plaats (freguesia) in de Portugese gemeente Bombarral en telt 940 inwoners (2001).